# Lista de clubes de futebol dos países-membros da Confederação Africana de Futebol

CAF Países membros da CAF.

Esta é uma lista dos clubes de futebol dos países que pertencem à Confederação Africana de Futebol, que representa o continente africano. Zanzibar e Reunião pertencem à CAF, mas não a FIFA. Mayotte, Saara Ocidental, Santa Helena, Ascensão e Tristão da Cunha não pertencem a nenhuma federação.

## África do Sul
- País:  África do Sul
- Associação de futebol: Associação de Futebol da África do Sul
- Escalão máximo: Campeonato Sul-Africano de Futebol (Inglês:  Premier Soccer League)

## Angola
- País:  Angola
- Associação de futebol:  Federação Angolana de Futebol
- Escalão máximo: Campeonato Angolano de Futebol (Nome oficial: Girabola)

## Argélia
- País:  Argélia
- Associação de futebol: Federação Argelina de Futebol
- Escalão máximo: Campeonato Argelino de Futebol (Francês: Ligue Professionnelle 1)

## Benim
- País:  Benim
- Associação de futebol: Federação Beninense de Futebol
- Escalão máximo: Campeonato Beninense de Futebol (Francês:  Championnat National du Bénin)

## Botsuana
- País:  Botsuana
- Associação de futebol: Associação de Futebol de Botsuana
- Escalão máximo: Campeonato Botsuano de Futebol (Inglês:  Botswana Premier League)

## Burkina Faso
- País:  Burkina Faso
- Associação de futebol: Federação Burquinense de Futebol
- Escalão máximo: Campeonato Burquinense de Futebol (Francês: Burkinabé Premier League)

## Burundi
- País:  Burundi
- Associação de futebol:  Federação de Futebol do Burundi
- Escalão máximo: Campeonato Burundiano de Futebol (Francês:  Championnat du Burundi de football)

## Cabo Verde
- País:  Cabo Verde
- Associação de futebol: Federação Caboverdiana de Futebol
- Escalão máximo: Campeonato Cabo-verdiano de Futebol

## Camarões
- País:  Camarões
- Associação de futebol:  Federação Camaronesa de Futebol
- Escalão máximo: Campeonato Camaronês de Futebol (Francês:  Championnat du Cameroun de football )

## Chade
- País:  Chade
- Associação de futebol: Federação Chadiana de Futebol
- Escalão máximo: Campeonato Chadiano de Futebol (Francês:  Championnat du Tchad de football )

## Comores
- País:  Comores
- Associação de futebol: Federação Comorense de Futebol
- Escalão máximo: Campeonato Comorense de Futebol (Francês:  Championnat des Comores de Football)

## Costa do Marfim
- País:  Costa do Marfim
- Associação de futebol: Federação Marfinense de Futebol
- Escalão máximo: Campeonato Marfinense de Futebol (Francês:  Championnat De Côte D’Ivoire de Football)

## Djibuti
- País:  Djibuti
- Associação de futebol: Federação Djibutiana de Futebol
- Escalão máximo: Campeonato Djibutiano de Futebol (Francês:  Championnat Du Djibouti de Football)

## Egito
- País:  Egito
- Associação de futebol: Federação Egípcia de Futebol
- Escalão máximo: Campeonato Egípcio de Futebol (Árabe:الدوري المصري الممتاز)

## Eritreia
- País:  Eritreia
- Associação de futebol: Federação Nacional de Futebol da Eritreia
- Escalão máximo: Campeonato Eritreu de Futebol

## Etiópia
- País:  Etiópia
- Associação de futebol: Federação Etíope de Futebol
- Escalão máximo: Campeonato  Etíope de Futebol

## Gabão
- País:  Gabão
- Associação de futebol:  Federação Gabonesa de Futebol
- Escalão máximo: Campeonato Gabonês de Futebol (Francês: Gabon Championnat National D1)

## Gâmbia
- País:  Gâmbia
- Associação de futebol: Associação de Futebol de Gâmbia
- Escalão máximo: Campeonato Gambiano de Futebol (Inglês: GFA League First Division)

## Gana
- País:  Gana
- Associação de futebol: Associação Ganesa de Futebol
- Escalão máximo: Campeonato Ganês de Futebol (Inglês: Ghana Premier League)

## Guiné
- País:  Guiné
- Associação de futebol:  Federação Guineana de Futebol
- Escalão máximo: Campeonato Guineano de Futebol (Francês: Guinée Championnat National )

## Guiné-Bissau
- País:  Guiné-Bissau
- Associação de futebol: Federação de Futebol da Guiné-Bissau
- Escalão máximo: Campeonato Guineense de Futebol (Nome Oficial: Campeonato Nacional da Guiné-Bissau)

## Guiné Equatorial
- País:  Guiné Equatorial
- Associação de futebol:  Federação Guinéu-Equatoriana de Futebol
- Escalão máximo: Campeonato Guinéu-equatoriano de Futebol (Espanhol:  Liga Profesional)

## Lesoto
- País:  Lesoto
- Associação de futebol: Associação Lesota de Futebol
- Escalão máximo: Campeonato Lesoto de Futebol

## Libéria
- País:  Libéria
- Associação de futebol: Associação Liberiana de Futebol
- Escalão máximo: Campeonato Liberiano de Futebol (Inglês:  Liberian Premier League)

## Líbia
- País:  Líbia
- Associação de futebol: Federação Líbia de Futebol
- Escalão máximo: Campeonato Líbio de Futebol (Árabe: دوري الدرجة الأولى الليبي)

## Madagascar
- País:  Madagascar
- Associação de futebol: Federação Malgaxe de Futebol
- Escalão máximo: Campeonato Malgaxe de Futebol (Malgaxe: THB Champions League)

## Malawi
- País:  Malawi
- Associação de futebol: Associação de Futebol do Malawi
- Escalão máximo: Campeonato Malawiano de Futebol (Inglês:  Malawi Premier Division)

## Mali
- País:  Mali
- Associação de futebol: Federação Malinesa de Futebol
- Escalão máximo: Campeonato Malinês de Futebol (Francês: Malian Première Division)

## Marrocos
- País:  Marrocos
- Associação de futebol: Real Federação Marroquina de Futebol
- Escalão máximo: Campeonato Marroquino de Futebol (Árabe: Botola )

## Ilhas Maurício
- País:  Maurício
- Associação de futebol: Associação de Futebol de Maurício
- Escalão máximo: Campeonato Mauriciano de Futebol (Francês: Championnat du Maurice de Football)

## Mauritânia
- País:  Mauritânia
- Associação de futebol: Federação de Futebol da República Islâmica da Mauritânia
- Escalão máximo: Campeonato Mauritano de Futebol

## Moçambique
- País:  Moçambique
- Associação de futebol: Federação Moçambicana de Futebol
- Escalão máximo: Campeonato moçambicano de futebol (Nome Oficial: Moçambola)

## Namíbia
- País:  Namíbia
- Associação de futebol: Associação de Futebol da Namíbia
- Escalão máximo: Campeonato Namibiano de Futebol (Inglês: Namibia Premier League)

## Níger
- País:  Níger
- Associação de futebol: Federação Nigerina de Futebol
- Escalão máximo: Campeonato Nigerino de Futebol (Francês: Championnat National de Première Division)

## Nigéria
- País:  Nigéria
- Associação de futebol: Associação Nigeriana de Futebol
- Escalão máximo: Campeonato Nigeriano de Futebol (Inglês: Nigeria Premier League)

## Quênia
- País:  Quénia
- Associação de futebol: Federação Queniana de Futebol
- Escalão máximo: Campeonato Queniano de Futebol (Inglês: Kenyan Premier League)

## República Centro-Africana
- País:  República Centro-Africana
- Associação de futebol: Federação Centro-Africana de Futebol
- Escalão máximo: Campeonato Centro-africano de Futebol (Francês:  Championnat de Republique Centrafricaine de Football)

## República do Congo
- País:  República do Congo
- Associação de futebol: Federação Congolesa de Futebol
- Escalão máximo: Campeonato Congolês de Futebol (Francês:  Championnat Du Congo de Football)

## República Democrática do Congo
- País:  República Democrática do Congo
- Associação de futebol: Federação Congolesa de Futebol Associação
- Escalão máximo: Campeonato Nacional de Futebol da República Democrática do Congo (Francês: LInafoot)

## Reunião
- País:  Reunião
- Associação de futebol: Liga Reunionense de Futebol
- Escalão máximo: Campeonato Reunionense de Futebol (Francês:  Championnat de La Reunion de Football)

## Ruanda
- País:  Ruanda
- Associação de futebol: Federação Ruandesa de Futebol
- Escalão máximo: Campeonato Ruandês de Futebol (Inglês: Primus National Soccer League)

## São Tomé e Príncipe
- País:  São Tomé e Príncipe
- Associação de futebol: Federação Santomense de Futebol
- Escalão máximo: Campeonato Santomense de Futebol

## Senegal
- País:  Senegal
- Associação de futebol: Federação Senegalesa de Futebol
- Escalão máximo: Campeonato Senegalês de Futebol (Francês: Ligue 1)

## Serra Leoa
- País:  Serra Leoa
- Associação de futebol: Associação de Futebol de Serra Leoa
- Escalão máximo: Campeonato Serra-leonês de Futebol

## Seychelles
- País:  Seychelles
- Associação de futebol: Federação Seichelense de Futebol
- Escalão máximo: Campeonato Seichelense de Futebol

## Somália
- País:  Somália
- Associação de futebol: Federação Somali de Futebol
- Escalão máximo: Campeonato Somali de Futebol

## Suazilândia
- País:  Suazilândia
- Associação de futebol: Associação Nacional de Futebol da Suazilândia
- Escalão máximo: Campeonato Suazi de Futebol

## Sudão
- País:  Sudão
- Associação de futebol: Associação de Futebol do Sudão
- Escalão máximo: Campeonato Sudanês de Futebol (Árabe: سُودَان أولُ جامِعةُ)

## Sudão do Sul
- País:  Sudão do Sul
- Associação de futebol: Federação Sul-Sudanesa de Futebol
- Escalão máximo: Campeonato Sul-sudanês de Futebol

## Tanzânia
- País:  Tanzânia
- Associação de futebol: Federação Tanzaniana de Futebol
- Escalão máximo: Campeonato Tanzaniano de Futebol (Inglês: Tanzanian Premier League)

## Togo
- País:  Togo
- Associação de futebol: Federação Togolesa de Futebol
- Escalão máximo: Campeonato Togolês de Futebol (Francês: Championnat National de Première Division)

## Tunísia
- País:  Tunísia
- Associação de futebol: Federação Tunisiana de Futebol
- Escalão máximo: Campeonato Tunisiano de Futebol(Francês: Tunisian Ligue Professionnelle 1)

## Uganda
- País:  Uganda
- Associação de futebol: Federação de Futebol de Uganda
- Escalão máximo: Campeonato Ugandense de Futebol(Inglês:  Ugandan Super League)

## Zâmbia
- País:  Zâmbia
- Associação de futebol: Associação de Futebol da Zâmbia
- Escalão máximo: Campeonato Zambiano de Futebol(Inglês: Zambian Premier League)

## Zanzibar
- País:  Zanzibar
- Associação de futebol: Associação de Futebol de Zanzibar
- Escalão máximo: Campeonato de Futebol de Zanzibar (Inglês: Zanzibar Premier League)

## Zimbábue
- País:  Zimbábue
- Associação de futebol: Associação de Futebol do Zimbábue
- Escalão máximo: Campeonato Zimbabuense de Futebol de primeira divisão(Inglês: Zimbabwe Premier Soccer League)